# Де Смет, Стейн
Стейн Де Смет (нидерл. Stijn De Smet; родился 27 марта 1985 года в Брюгге, Бельгия) — бельгийский футболист, атакующий полузащитник. Участник летних Олимпийских игр 2008 года.

## Клубная карьера
Де Смет — воспитанник клуба «Серкль Брюгге». В 2003 он дебютировал за команду в Жюпиле лиге. В следующем сезоне Стейн завоевал место в основном составе, сыграв 19 матчей. В декабре 2006 года Де Смета хотел подписать английский «Блэкберн Роверс», но травма колена полученная им в поединке против «Андерлехта» помешала переходу. 17 июля 2009 года Стейн перешёл в «Гент». 2 августа в поединке против своего бывшего клуба он дебютировал за новую команду. В этом матче Де Смет забил свой первый гол за «Гент». В этом же сезоне он выиграл свой первый трофей — кубок Бельгии.
Сезоны 2011/2012 и 2012/2013 Стейн провёл в аренде в клубах «Вестерло» и «Васланд-Беверен» соответственно.

## Международная карьера
В 2007 году Де Смет в составе молодёжной сборной Бельгии принял участие в молодёжном первенстве Европе. В 2008 году он попал в заявку национальной команды на участие в Олимпийских играх. 26 марта того же года в товарищеском матче против сборной Марокко Стейн дебютировал за сборную Бельгии.

## Достижения
«Гент»
- Обладатель Кубка Бельгии: 2009/10